# Lillsjön (Ulrika socken, Östergötland)
Lillsjön är en sjö i Linköpings kommun i Östergötland och ingår i Motala ströms huvudavrinningsområde.